# KooKoo (album)
Albums de Debbie Harry
Rockbird
(1986)
Singles
1. Backfired
Sortie : juillet 1981
2. The Jam Was Moving
Sortie : octobre 1981

KooKoo est le premier album solo de la chanteuse américaine Debbie Harry. Il est sorti sur le label Chrysalis Records en juillet 1981.
Harry réalise ce disque pendant une pause de son groupe Blondie. Le guitariste Chris Stein participe à l'écriture et à l'enregistrement de plusieurs morceaux. Pour la production, la chanteuse fait appel à Nile Rodgers et Bernard Edwards du groupe Chic.
La pochette est un portrait de Debbie Harry par l'artiste suisse H. R. Giger, qui réalise également le clip du premier single tiré de l'album, Backfired.

## Titres
| 1. | Jump Jump            | Deborah Harry, Chris Stein    | 4:04 |
| 2. | The Jam Was Moving   | Bernard Edwards, Nile Rodgers | 2:59 |
| 3. | Chrome               | Deborah Harry, Chris Stein    | 4:17 |
| 4. | Surrender            | Bernard Edwards, Nile Rodgers | 3:37 |
| 5. | Inner City Spillover | Deborah Harry, Chris Stein    | 5:04 |

| 6.  | Backfired           | Bernard Edwards, Nile Rodgers                             | 4:54 |
| 7.  | Now I Know You Know | Bernard Edwards, Nile Rodgers                             | 5:39 |
| 8.  | Under Arrest        | Bernard Edwards, Deborah Harry, Nile Rodgers, Chris Stein | 3:03 |
| 9.  | Military Rap        | Deborah Harry, Chris Stein                                | 3:51 |
| 10. | Oasis               | Bernard Edwards, Deborah Harry, Nile Rodgers, Chris Stein | 4:59 |

## Musiciens
- Debbie Harry : chant
- Nile Rodgers : guitare rythmique
- Bernard Edwards : basse
- Tony Thompson : batterie
- Robert Sabino (en), Raymond Jones, Nathaniel S. Hardy Jr. : claviers
- Chris Stein : guitare
- Vinnie Della Rocca, Ray Maldonado : cuivres
- Sammy Figueroa (en), Manolo Badrena, Roger Squitero : percussions
- Spud Devo, Pud Devo, Gordon Grody, Fonzi Thornton (en), Chuck Martin : chœurs

## Équipe de production
- Nile Rodgers, Bernard Edwards : producteurs
- Bill Scheniman, Jason Corsaro : ingénieurs du son
- H. R. Giger : conception et réalisation de la pochette
- Brian Aris : photographie
- Peter Wagg : direction artistique
- Dennis King : mastering

## Classements et certifications
| Classement (1981)             | Meilleure position |
| ----------------------------- | ------------------ |
| Australie (Kent Music Report) | 16                 |
| Canada (RPM Top Albums)       | 17                 |
| États-Unis (Billboard 200)    | 25                 |
| Norvège (VG-lista)            | 24                 |
| Nouvelle-Zélande (RIANZ)      | 17                 |
| Royaume-Uni (UK Albums Chart) | 6                  |
| Suède (Sverigetopplistan)     | 7                  |

| Classement (1981)       | Position |
| ----------------------- | -------- |
| Canada (RPM Top Albums) | 93       |

### Certifications
| Pays                                                                    | Certification | Ventes   |
| ----------------------------------------------------------------------- | ------------- | -------- |
| Canada (Music Canada)                                                   | Or            | 50 000^  |
| États-Unis (RIAA)                                                       | Or            | 500 000^ |
| Royaume-Uni (BPI)                                                       | Argent        | 60 000^  |
| ^Mise en rayon selon la certification xNon précisé par la certification |               |          |